# Stazione di Santa Maria a Vico
La stazione di Santa Maria a Vico è una stazione ferroviaria posta sulla ferrovia Benevento-Cancello, ubicata nel comune di Santa Maria a Vico e al servizio, oltre che del comune di Santa Maria a Vico, anche dei vicini comuni di Durazzano e Cervino, situati rispettivamente a 8 e 6 km.

## Strutture ed impianti
La stazione, che possiede una rimessa ed un'officina attiva, è dotata di due binari passanti per il servizio viaggiatori, utilizzati anche per gli incroci, ed un terzo binario passante al servizio dell'officina, un binario tronco per la rimessa ed uno per l'ex scalo merci, ora usato come deposito. La stazione dispone di un fabbricato viaggiatori, dotato di una sala d'attesa e di un bar con rivendita di tabacchi e giornali.

## Movimento
La stazione è servita da treni regionali svolti da Ente Autonomo Volturno per Benevento e Napoli, ed il traffico passeggeri è costituito prevalentemente da pendolari.
Dall'8 marzo 2021 il servizio è temporaneamente sospeso e sostituito da bus, per consentire i lavori di ammodernamento e manutenzione della linea.

## Servizi
La stazione dispone di:
- Bar
- Biglietteria
- Sala d'attesa
- Parcheggio di scambio

## Interscambi
- Autobus extraurbani dalla statale Appia a 300 metri[1]